# Västgötaspets
Västgötaspets är en hundras från Sverige. Den anses vara en av de genuint svenska raserna, även om viss oklarhet föreligger beträffande släktskapen med den delvis typlika welsh corgi och lancashire heeler. Huruvida vikingarna hemförde hundar av denna omstritt spetsliknande typ till Sverige eller tvärtom torde vara svårt att klarlägga, men nutida kynologisk forskning anser att västgötaspetsen verkligen har uppkommit i Sverige.

## Historia
Rasens officiella klubb är Specialklubben för Västgötaspets (SKV). Den bildades 1976 under namnet Västgötaspetsringen. Klubbens främsta uppgift är att arbeta för att rasen bevaras som den friska och sunda hund den är och att driva frågor som främjar detta gentemot myndigheter och andra organisationer.
I början på 1940-talet fanns inte många kända hundar och greve Björn von Rosen, som mindes rasen från sin barndom, annonserade i lokalpress på Varabygden och fick svar från rektor Karl-Gustaf Zetterstén.
De cyklade runt på Varaslätten och hittade hundar och inventerade för att börja restaurera rasen. De kunde i och med detta starta ett avelsprogram utifrån de hundar som ansågs rastypiska, endast en handfull.
Redan 1943 erkändes rasen av Svenska Kennelklubben (SKK) och kallades då svensk vallhund och man antog en rasstandard. Nuvarande namn fick rasen 1953.

## Egenskaper
Västgötaspetsen är i grunden en gårds- och vallhund med nötkreatur som specialitet men jobbar också gärna med mindre djur.
Västgötaspetsen är en kroppsvallare och jobbar på ett helt annat sätt än exempelvis border collie.
Som gårdshund har den fler uppgifter såsom att fånga råttor och vakta höns, men framför allt vakta gården och larma när det kom "inkräktare", dvs personer som inte hörde till "flocken" (hushållet). 
Västgötaspetsen idag är en utmärkt allroundhund.
Många västgötaspetsar har klarat sig mycket väl som lydnads-, bruks- och agilityhundar samt rallylydnad. 
Den används också med fördel som eftersökshund på vilt och är omtyckt för sin spårnoggrannhet och sitt lagom snabba tempo. Rasen är frisk och sund utan kända rasdefekter eller sjukdomar och det har funnits hundar som levt till mycket hög ålder.

## Utseende
Västgötaspets är en robust, lågbent, dock ej för lågställd, kraftig och orädd liten hund, vars hållning och uttryck vittnar om vaksamhet, energi och frimodig livlighet. Rasen är lite säregen då två svanstyper förekommer, lång svans och alla variationer av medfödd stubbsvans. Färgmässigt kan de skilja sig åt en hel del, men de förekommande färgerna är grå, gråbrun, grågul, rödgul eller rödbrun med ljusare nyanser av nämnda färger. Ljusare markering över skuldrorna, så kallad selmarkering, är högst önskvärt liksom ljusa kindmarkeringar. Idealmankhöjd för en hanhund är 33 cm och för en tik 31 cm, en variation på två cm över eller en cm under idealmåttet är tillåten.